# Diga di Saint-Barthélemy C
La diga di Saint-Barthélemy C è una diga ad arco situata in Svizzera, nel Canton Vallese sul confine tra i comuni di Saint-Maurice e Evionnaz.

## Descrizione
Ha un'altezza di 51 metri e il coronamento è lungo 54 metri. Il volume della diga è di 6.000 metri cubi.
È stata costruita allo scopo di frenare le piene che si creano dal torrente Saint-Barthélemy. La diga di Saint-Barthélemy B situata sullo stesso torrente più a monte, è anch'essa una diga di contenimento.